# Champions Trophy mannen 2007
De 29ste editie van de Champions Trophy (hockey) werd gehouden van 29 november 2007 tot en met 9 december 2007 in Kuala Lumpur, Maleisië. Oorspronkelijk zou het toernooi in Lahore (Pakistan) worden gehouden maar omdat de situatie daar te onveilig is en diverse landen zich om die reden al hadden teruggetrokken heeft de FIH het toernooi verplaatst. Het toernooi werd gewonnen door Duitsland. Nederland slaagde er niet in om haar titel te verdedigen en eindigde als derde.

## Geplaatste teams
Geplaatst voor het toernooi waren oorspronkelijk de organisator (Pakistan), de olympisch kampioen (Australië), de titelverdediger (Nederland) aangevuld met de drie beste overige landen van het wereldkampioenschap hockey van 2006. Door de wijziging van de speellocatie is de nieuwe organisator (Maleisië) toegevoegd aan het deelnemersveld en is Groot-Brittannië uitgenodigd. Alle acht landen spelen in één groep.
- Australië (olympisch kampioen)
- Duitsland (winnaar WK hockey 2006)
- Maleisië (gastland)
- Nederland (titelverdediger)
- Pakistan (oorspronkelijk organisator)
- Spanje (derde op het wk hockey 2006)
- Groot-Brittannië (extra uitgenodigd team)
- Zuid-Korea (vierde op het wk hockey 2006)

## Selecties

### Maleisië
- Khairulnizan Ibrahim
- Baljit Singh Sarjab Singh
- Chua Boon Huat
- Baljit Singh Charun Singh
- Megat Azrafiq
- Selvaraju Sandrakasi
- Jiwa Mohan
- Madzli Ikmar
- Engku Abdul Malek
- Shahrun Nabil

- Sukri Mutalib
- Hafifihalfiz Hanafi
- Azlan Misron 
- Jivan Mohan
- Kumar Subramaniam
- Razie Rahim
- Kevinder Singh
- Ismail Abu
- Tengku Abdul Jalil
- Nabil Fiqri Mohamad Nor

Bondscoach: Sarjit Singh

## Scheidsrechters
- Amarjit Singh
- Simon Taylor
- Roel van Eert
- Kim Hong-Lae
- Xavier Adell

- Gary Simmonds
- Satinder Kumar
- Ged Curran
- Zulfiqar Haider
- David Gentles

## Speelschema

### Voorronde
Alle tijden zijn in lokale tijd (UTC +8)
|                   |                  |       |           |  |
| 29 november 16:05 | Groot-Brittannië | 0 – 4 | Nederland |  |
| 29 november 16:05 |                  |       |           |  |

|                   |           |       |          |  |
| 29 november 18:05 | Duitsland | 5 – 2 | Pakistan |  |
| 29 november 18:05 |           |       |          |  |

|                   |            |       |        |  |
| 29 november 18:35 | Zuid-Korea | 2 – 2 | Spanje |  |
| 29 november 18:35 |            |       |        |  |

|                   |          |       |           |  |
| 29 november 20:05 | Maleisië | 0 – 2 | Australië |  |
| 29 november 20:05 |          |       |           |  |

|                   |          |       |        |  |
| 30 november 16:05 | Pakistan | 2 – 0 | Spanje |  |
| 30 november 16:05 |          |       |        |  |

|                   |           |       |          |  |
| 30 november 18:05 | Nederland | 3 – 1 | Maleisië |  |
| 30 november 18:05 |           |       |          |  |

|                   |                  |       |           |  |
| 30 november 18:35 | Groot-Brittannië | 0 – 4 | Duitsland |  |
| 30 november 18:35 |                  |       |           |  |

|                   |           |       |            |  |
| 30 november 20:05 | Australië | 0 – 1 | Zuid-Korea |  |
| 30 november 20:05 |           |       |            |  |

|                  |        |       |           |  |
| 2 december 16:05 | Spanje | 3 – 3 | Nederland |  |
| 2 december 16:05 |        |       |           |  |

|                  |          |       |                  |  |
| 2 december 18:05 | Maleisië | 2 – 3 | Groot-Brittannië |  |
| 2 december 18:05 |          |       |                  |  |

|                  |           |       |            |  |
| 2 december 18:35 | Duitsland | 2 – 1 | Zuid-Korea |  |
| 2 december 18:35 |           |       |            |  |

|                  |          |       |           |  |
| 2 december 20:05 | Pakistan | 1 – 2 | Australië |  |
| 2 december 20:05 |          |       |           |  |

|                  |           |       |            |  |
| 3 december 16:05 | Nederland | 2 – 6 | Zuid-Korea |  |
| 3 december 16:05 |           |       |            |  |

|                  |           |       |                  |  |
| 3 december 18:05 | Australië | 1 – 0 | Groot-Brittannië |  |
| 3 december 18:05 |           |       |                  |  |

|                  |           |       |        |  |
| 3 december 18:35 | Duitsland | 4 – 1 | Spanje |  |
| 3 december 18:35 |           |       |        |  |

|                  |          |       |          |  |
| 3 december 20:05 | Pakistan | 2 – 2 | Maleisië |  |
| 3 december 20:05 |          |       |          |  |

|                  |                  |       |          |  |
| 5 december 16:05 | Groot-Brittannië | 4 – 1 | Pakistan |  |
| 5 december 16:05 |                  |       |          |  |

|                  |           |       |           |  |
| 5 december 18:05 | Nederland | 3 – 3 | Duitsland |  |
| 5 december 18:05 |           |       |           |  |

|                  |           |       |        |  |
| 5 december 18:35 | Australië | 2 – 3 | Spanje |  |
| 5 december 18:35 |           |       |        |  |

|                  |          |       |            |  |
| 5 december 20:05 | Maleisië | 2 – 3 | Zuid-Korea |  |
| 5 december 20:05 |          |       |            |  |

|                  |           |       |           |  |
| 6 december 16:05 | Australië | 3 – 3 | Nederland |  |
| 6 december 16:05 |           |       |           |  |

|                  |          |       |            |  |
| 6 december 18:05 | Pakistan | 3 – 3 | Zuid-Korea |  |
| 6 december 18:05 |          |       |            |  |

|                  |        |       |                  |  |
| 6 december 18:35 | Spanje | 5 – 0 | Groot-Brittannië |  |
| 6 december 18:35 |        |       |                  |  |

|                  |           |       |          |  |
| 6 december 20:05 | Duitsland | 3 – 2 | Maleisië |  |
| 6 december 20:05 |           |       |          |  |

|                  |          |       |        |  |
| 8 december 16:05 | Maleisië | 2 – 7 | Spanje |  |
| 8 december 16:05 |          |       |        |  |

|                  |           |       |          |  |
| 8 december 18:05 | Nederland | 4 – 1 | Pakistan |  |
| 8 december 18:05 |           |       |          |  |

|                  |                  |       |            |  |
| 8 december 18:35 | Groot-Brittannië | 2 – 2 | Zuid-Korea |  |
| 8 december 18:35 |                  |       |            |  |

|                  |           |       |           |  |
| 8 december 20:05 | Australië | 5 – 0 | Duitsland |  |
| 8 december 20:05 |           |       |           |  |

## Eindstand voorronde
| № | Land             | WG | W | G | V | DV | DT | +/– | Punten |
| - | ---------------- | -- | - | - | - | -- | -- | --- | ------ |
| 1 | Duitsland        | 7  | 5 | 1 | 1 | 21 | 14 | +7  | 16     |
| 2 | Australië        | 7  | 4 | 1 | 2 | 15 | 8  | +7  | 13     |
| 3 | Nederland        | 7  | 3 | 3 | 1 | 22 | 17 | +5  | 12     |
| 4 | Zuid-Korea       | 7  | 3 | 3 | 1 | 18 | 13 | +5  | 12     |
| 5 | Spanje           | 7  | 3 | 2 | 2 | 21 | 15 | +6  | 11     |
| 6 | Groot-Brittannië | 7  | 2 | 1 | 4 | 9  | 19 | –10 | 7      |
| 7 | Pakistan         | 7  | 1 | 2 | 4 | 12 | 20 | –8  | 5      |
| 8 | Maleisië         | 7  | 0 | 1 | 6 | 11 | 23 | –12 | 1      |

## Play-offs

### Om zevende plaats
| 9 december 15:05                                         |            |                                               |                                                          |
| Pakistan                                                 | 3 – 2 (nv) | Maleisië                                      | Scheidsrechters: Kim Hong-Lae (KOR) Satinder Kumar (IND) |
| Muhammad Imran 7' Muhammad Arshad 40' Muhammad Imran 73' |            | 58' Tengku Abdul Jalil 61' Tengku Abdul Jalil | Scheidsrechters: Kim Hong-Lae (KOR) Satinder Kumar (IND) |

### Om vijfde plaats
| 9 december 17:35                                                  |       |                                   |                                                          |
| Spanje                                                            | 4 – 2 | Groot-Brittannië                  | Scheidsrechters: David Gentles (AUS) Roel van Eert (NED) |
| Víctor Sojo 6' Xavier Ribas 14' Santi Freixa 61' Xavier Ribas 63' |       | 20' Ben Hawes 35' Richard Mantell | Scheidsrechters: David Gentles (AUS) Roel van Eert (NED) |

### Troostfinale
| 9 december 18:05                                         |       |                                     |                                                       |
| Nederland                                                | 3 – 2 | Zuid-Korea                          | Scheidsrechters: Amarjit Singh (MAS) Ged Curran (SCO) |
| Taeke Taekema 15' Rob Reckers 26' Jeroen Hertzberger 52' |       | 36' Yeo Woon-Kon 68' Kim Byung-Hoon | Scheidsrechters: Amarjit Singh (MAS) Ged Curran (SCO) |

### Finale
| 9 december 20:05 |       |           |                                                         |
| Duitsland        | 1 – 0 | Australië | Scheidsrechters: Xavier Adell (ESP) Gary Simmonds (RSA) |
| Timo Weß 5'      |       |           | Scheidsrechters: Xavier Adell (ESP) Gary Simmonds (RSA) |

## Eindstand
1. Duitsland
2. Australië
3. Nederland
4. Zuid-Korea
5. Spanje
6. Groot-Brittannië
7. Pakistan
8. Maleisië

## Ereprijzen
| Topscorer                    | Beste speler | Grootste talent | Beste doelman | Fair Play Trophy |
| ---------------------------- | ------------ | --------------- | ------------- | ---------------- |
| Jong Hyun-Jang Taeke Taekema | Timo Weß     | Eddie Ockenden  | Guus Vogels   | Groot-Brittannië |

Mannen:
Lahore 1978 ·
Karachi 1980 ·
Karachi 1981 ·
Amstelveen 1982 ·
Karachi 1983 ·
Karachi 1984 ·
Perth 1985 ·
Karachi 1986 ·
Amstelveen 1987 ·
Lahore 1988 ·
Berlijn 1989 ·
Melbourne 1990 ·
Berlijn 1991 ·
Karachi 1992 ·
Kuala Lumpur 1993 ·
Lahore 1994 ·
Berlijn 1995 ·
Chennai 1996 ·
Adelaide 1997 ·
Lahore 1998 ·
Brisbane 1999 ·
Amstelveen 2000 ·
Rotterdam 2001 ·
Keulen 2002 ·
Amstelveen 2003 ·
Lahore 2004 ·
Chennai 2005 ·
Barcelona 2006 ·
Kuala Lumpur 2007 ·
Rotterdam 2008 ·
Melbourne 2009 ·
Mönchengladbach 2010 ·
Auckland 2011 ·
Melbourne 2012 ·
Bhubaneswar 2014 ·
Londen 2016 ·
Breda 2018
Vrouwen:
Amstelveen 1987 ·
Frankfurt 1989 ·
Berlijn 1991 ·
Amstelveen 1993 ·
Mar del Plata 1995 ·
Berlijn 1997 ·
Brisbane 1999 ·
Amstelveen 2000 ·
Amstelveen 2001 ·
Macau 2002 ·
Sydney 2003 ·
Rosario 2004 ·
Canberra 2005 ·
Amstelveen 2006 ·
Quilmes 2007 ·
Mönchengladbach 2008 ·
Melbourne 2009 ·
Nottingham 2010 ·
Amstelveen 2011 ·
Rosario 2012 ·
Mendoza 2014 ·
Londen 2016 ·
Changzhou 2018